# Rabobank Trophy
De Rabobank Trophy was een Nederlands internationaal invitatie-hockeytoernooi voor landenteams waarvan tussen 2002 en 2005 drie edities gehouden zijn.
Het toernooi werd georganiseerd door de KNHB en de hoofdsponsor van de hockeybond was ook naamgever van het toernooi. Het toernooi had als doel om ook in jaren dat er in Nederland geen internationaal tophockeytoernooi als het Wereldkampioenschap, Europees kampioenschap of de Champions Trophy georganiseerd werd, een internationaal landentoernooi in Nederland te houden. 
Om de Rabobank Trophy werd driemaal gespeeld in 2002, 2004 en 2005 en alle edities werden gehouden in het Wagener-stadion in Amstelveen. 
Het toernooi dient niet verward te worden met de Rabobank Champions Trophy waarbij sponsor Rabobank in dezelfde periode ook naamgever was voor het toernooi om de Champions Trophy.
In 2010 werd het toernooi gespeeld onder de naam Rabo Trophy en alleen voor de dames.

## Rabo Trophy 2010 (dames)
1. Argentinië
2. Nederland
3. Nieuw-Zeeland
4. China